# Kellidie Bay, South Australia
Kellidie Bay é uma localidade na Austrália Meridional, na Península Eyre, no oeste do estado, com vista para partes do corpo de água conhecido como Coffin Bay, a cerca de 290 km (180 mi) a oeste da capital do estado de Adelaide e cerca de 42 km (26 mi) sudoeste da sede municipal de Cummins.
Suas fronteiras foram criadas em 16 de outubro de 2003 para o "nome estabelecido há muito tempo" e inclui o antigo "Shelley Beach Shack Site", anteriormente conhecido como "Kellidie Bay Shack Site", também escrito "Kelledie Bay".
Kellidie Bay ocupa terras no oeste, norte e leste do corpo de água conhecido como Kellidie Bay, que é uma subsidiária da Coffin Bay. Inclui toda a Península Kellidie, uma península que se estende do norte ao sul do continente antes de virar para o oeste, separando parcialmente Kellidie Bay das seguintes partes de Coffin Bay - Mount Dutton Bay no norte, Port Douglas a oeste.
A localidade contém um assentamento composto por habitações permanentes localizadas no lado leste da Península Kellidie, com vista para a Baía Kellidie.
O uso da terra dentro da localidade consiste em cinco zoneamentos separados. Em primeiro lugar, uma zona de 'preservação costeira' que ocupa toda a sua costa. Em segundo lugar, os terrenos associados ao assentamento são zoneados para 'assentamento costeiro', onde o caráter desejado é incentivar o desenvolvimento envolvendo moradias isoladas de baixa altura. Em terceiro lugar, algumas terras em seu norte são zoneadas para 'aquicultura' para o fornecimento de “instalações terrestres para fazendas de aquicultura marinhas” localizadas dentro do corpo de água da Baía de Kellidie. Finalmente, o restante da terra no norte sendo zoneado como 'Produção Primária' ou para 'Proteção da Água' no que diz respeito à gestão do sistema aquífero existente sob a terra no extremo sul da Península de Eyre. O Kellidie Bay Conservation Park ocupa terras no canto sudeste da localidade.
Kellidie Bay está localizada na divisão federal de Gray, no distrito eleitoral estadual de Flinders e na área do governo local do Conselho Distrital da Península de Lower Eyre.